# BIRTプロジェクト
BIRT (Business Intelligence & Reporting Tools) プロジェクトは、レポーティング機能とビジネスインテリジェンス機能をアプリケーション（特にJavaやJakarta EEに基づいたリッチクライアントアプリケーションやウェブアプリケーション）へ提供するオープンソースソフトウェアプロジェクトのこと。
BIRTはEclipseファウンデーション（ソフトウェアベンダー及びオープンソースコミュニティからなる独立した非営利コンソーシアム）内のトップレベルソフトウェアプロジェクトの一つ。

## 概要
プロジェクトの明確なゴールは、デスクトップアプリケーション、エンタープライズ規模のレポーティングから多次元のオンライン分析処理(OLAP)に至る広範囲なレポーティングニーズに応えること。
開始当初、このプロジェクトは、開発者が容易にレポートを開発しアプリケーションへの組込みを行える機能の提供にフォーカスしていた。
このプロジェクトは、BIRT Developer Centerのユーザで構成されるコミュニティまたはEclipse.orgのBIRTプロジェクトページにおける開発者によってサポートされている。
BIRTには主に2つのコンポーネントがある。ひとつは、BIRTレポートを作成するためのEclipse IDEに組み込まれたビジュアルなレポートデザイナ。もうひとつは、あらゆるJava環境にデプロイすることができるレポートを生成するランタイムコンポーネントである。
BIRTプロジェクトにはチャートエンジンも含まれている。それはレポートデザイナに完全に組み込まれており、チャートをアプリケーションに組み込むためにスタンドアローンで使用することもできる。
BIRTレポートデザインはXML形式で保存され、SQLデータベース・JavaScriptでの記述・テキストファイル・XML・Webサービス・POJO・Excelファイル・Hadoop Hive・MongoDBといった多くの異なるデータソースにアクセスできる。

## 歴史
BIRTプロジェクトは、アクチュエイト社(現オープンテキスト社)がEclipse Foundationに2004年8月24日、ストラテジックデベロッパーとして加入した際、同社によって初めて提案かつスポンサーされた。プロジェクトは速やかに承認され、2004年10月6日にEclipseコミュニティー内のトップ・レベル・プロジェクトとなった。プロジェクトのコントリビューターコミュニティーには、Innovent Solutions社、IBM社、InetSoft社が名を連ねている。
初期のコードベースは、2004年初頭にアクチュエイト社によって設計と開発が開始され、プロジェクトが承認を得た段階でEclipse Foundationへ寄贈された。

## バージョン
| Version     | Release Date | Description                                                                                           |
| ----------- | ------------ | --- |
| 1.0 Preview | 2005/03/01   | EclipseCon 2005プレビュー版（Eclipse Report Designer、Report Engine、Chart Engine）。                 |
| 1.0         | 2005/06/06   | 初版（BIRT Report Designer、BIRT Report Engine、BIRT Chart Engine）。                                 |
| 1.0.1       | 2005/7       | Eclipse 3.1サポート、BIRT Report Designer RCP版。 詳細はBIRT 1.0.1 注目すべき新機能を参照のこと。     |
| 2.0         | 2006/01/23   | メジャーリリース、詳細はBIRT 2.0 注目すべき新機能を参照のこと。                                       |
| 2.0.1       | 2006/02/22   | メンテナンスリリース。                                                                                |
| 2.1         | 2006/06/28   | メジャーリリース。Eclipse Callisto 連動リリースの一部。 詳細はBIRT 2.1 注目すべき新機能を参照のこと。 |
| 2.0.2       | 2006/08/04   | メンテナンスリリース。                                                                                |
| 2.1.1       | 2006/09/26   | メンテナンスリリース。                                                                                |
| 2.1.2       | 2007/02/27   | メンテナンスリリース。                                                                                |
| 2.1.3       | 2007/07/05   | メンテナンスリリース。                                                                                |
| 2.2         | 2007/06/28   | メジャーリリース。Eclipse Europa 連動リリースの一部。 詳細はBIRT 2.2 注目すべき新機能を参照のこと。   |
| 2.2.1       | 2007/10/02   | メンテナンスリリース。                                                                                |
| 2.2.1.1     | 2007/11/01   | メンテナンスリリース。                                                                                |
| 2.2.2       | 2008/2/27    | メンテナンスリリース。                                                                                |
| 2.3         | 2008/6/25    | メジャーリリース。Eclipse Ganymede 連動リリースの一部。 詳細はBIRT 2.3 注目すべき新機能を参照のこと。 |
| 2.3.1       | 2008/9/24    | BIRT 2.3サービスリリース1。                                                                           |
| 2.3.2       | 2009/2/25    | BIRT 2.3サービスリリース2。                                                                           |
| 2.5         | 2009/6/24    | メジャーリリース。Eclipse Galileo 連動リリースの一部。詳細はBIRT 2.5 注目すべき新機能を参照のこと。   |
| 2.5.1       | 2009/9/26    | BIRT 2.5サービスリリース1。                                                                           |
| 2.5.2       | 2010/2/28    | BIRT 2.5サービスリリース2。                                                                           |
| 2.6         | 2010/6/23    | メジャーリリース。Eclipse Helios 連動リリースの一部。詳細はBIRT 2.6 注目すべき新機能を参照のこと。    |
| 2.6.1       | 2010/9/24    | BIRT 2.6サービスリリース1。                                                                           |
| 2.6.2       | 2011/2/25    | BIRT 2.6サービスリリース2。                                                                           |
| 3.7         | 2011/6/22    | メジャーリリース。Eclipse Indigo 連動リリースの一部。詳細はBIRT 3.7 注目すべき新機能を参照のこと。    |
| 3.7.1       | 2011/9/24    | BIRT 3.7サービスリリース1。                                                                           |
| 3.7.2       | 2012/2/24    | BIRT 3.7サービスリリース2。                                                                           |
| 4.2         | 2012/6/27    | メジャーリリース。Eclipse Juno 連動リリースの一部。詳細はBIRT 4.2 注目すべき新機能を参照のこと。      |
| 4.2.1       | 2012/9/28    | BIRT 4.2サービスリリース1。                                                                           |
| 4.2.2       | 2013/2/22    | BIRT 4.2サービスリリース2。                                                                           |
| 4.3         | 2013/6/26    | メジャーリリース。Eclipse Kepler 連動リリースの一部。詳細はBIRT 4.3 注目すべき新機能を参照のこと。    |
| 4.3.1       | 2013/9/27    | メンテナンスリリース。                                                                                |
| 4.3.2       | 2014/2/28    | メンテナンスリリース。                                                                                |
| 4.4.0       | 2014/6/25    | メンテナンスリリース。Eclipse Luna 連動リリースの一部。詳細はBIRT 4.4 リリース情報を参照のこと。      |
| 4.4.1       | 2014/9/26    | メンテナンスリリース。                                                                                |
| 4.4.2       | 2015/2/27    | メンテナンスリリース。                                                                                |
| 4.5.0       | 2015/6/24    | マイナーリリース。Eclipse Mars 連動リリースの一部。詳細はBIRT 4.5 リリース情報を参照のこと。          |
| 4.6.0       | 2016/6/22    | マイナーリリース。Eclipse Neon 連動リリースの一部。詳細はBIRT 4.6 リリース情報を参照のこと。          |
| 4.7.0       | 2017/6/28    | マイナーリリース。Eclipse Oxygen 連動リリースの一部。詳細はBIRT 4.7 リリース情報を参照のこと。        |
| 4.8.0       | 2018/6/27    | マイナーリリース。Eclipse Photon 連動リリースの一部。詳細はBIRT 4.8 リリース情報を参照のこと。        |
| 4.9.0       | 2021/6/16    | マイナーリリース。詳細はBIRT 4.9 リリース情報を参照のこと。                                           |